# أحمد قره حصاري
أحمد قَرَه حِصاريّ (873 - 963 هـ / 1468 - 1555 م) هو خطاط عثماني.
أخذ الخط عن أسد الله الكرماني وكان من معاصري حمد الأماسي. له خطوط على جدران جامع السليمانية.
كذلك كتب نسخة من القرآن وأهداها لسليمان القانوني
و هناك نسخة من القرآن استمر في كتابتها أربعين عاما أهدتها تركيا حديثا لمجلس الأوقاف في القدس على أن تعرض في المسجد الأقصى.

## من أعماله

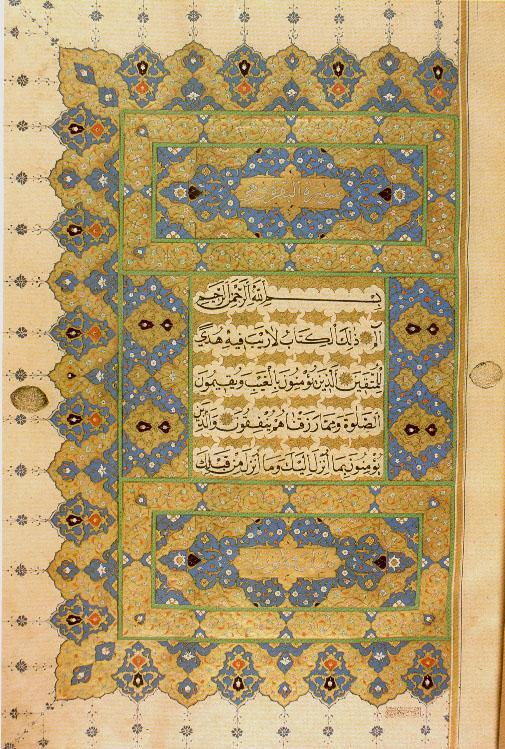
من آثار قره حصاري، في طوب قابي سراي.
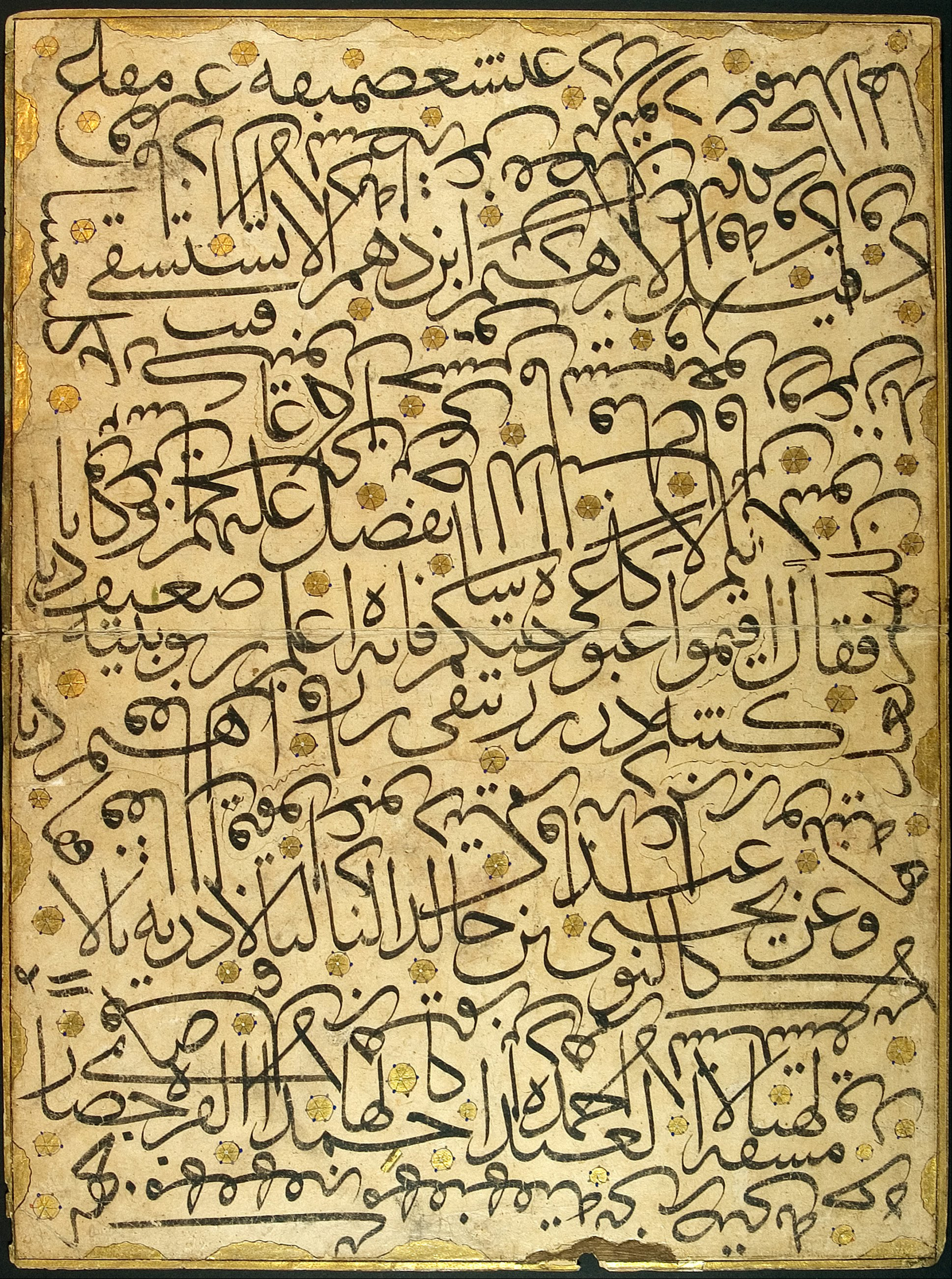
من أعماله سنة 1500م
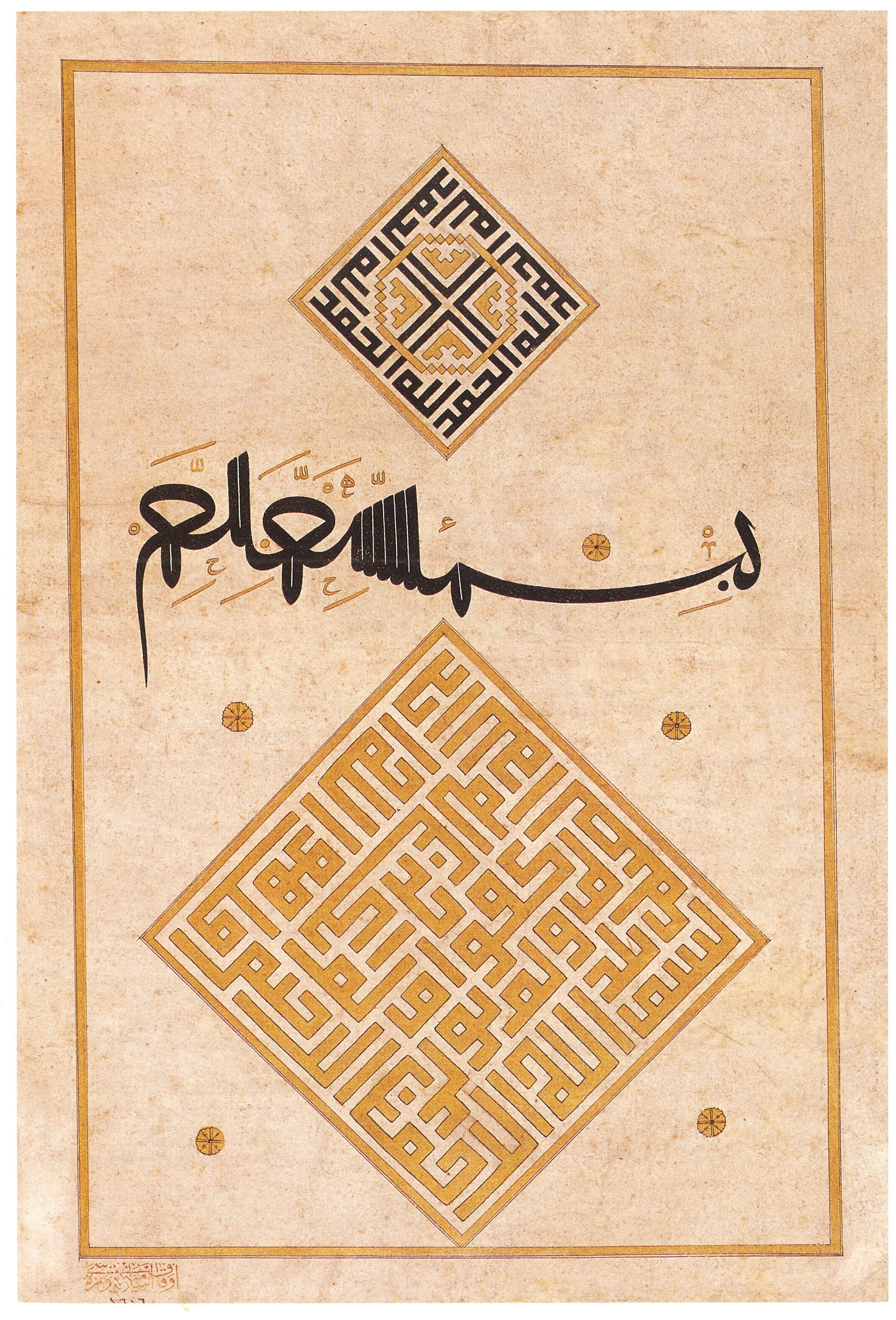
من أعماله سنة 1500م